# 海草
海草是指生長在海洋和完全鹽水環境的一類開花植物。海草的分类存在争议,得到公认的海草种类有6科13属74种，全都屬於澤瀉目下的種類，包括丝粉草科、水鳖科、鳗草科、波喜荡草科、川蔓草科，但其中川蔓藻科下的唯一屬川蔓藻屬和角果藻科下的部分幾屬中還是有生活在淡水、半淡鹹水水域和沿岸地帶，不完全屬於公认的海草。

## 生態學

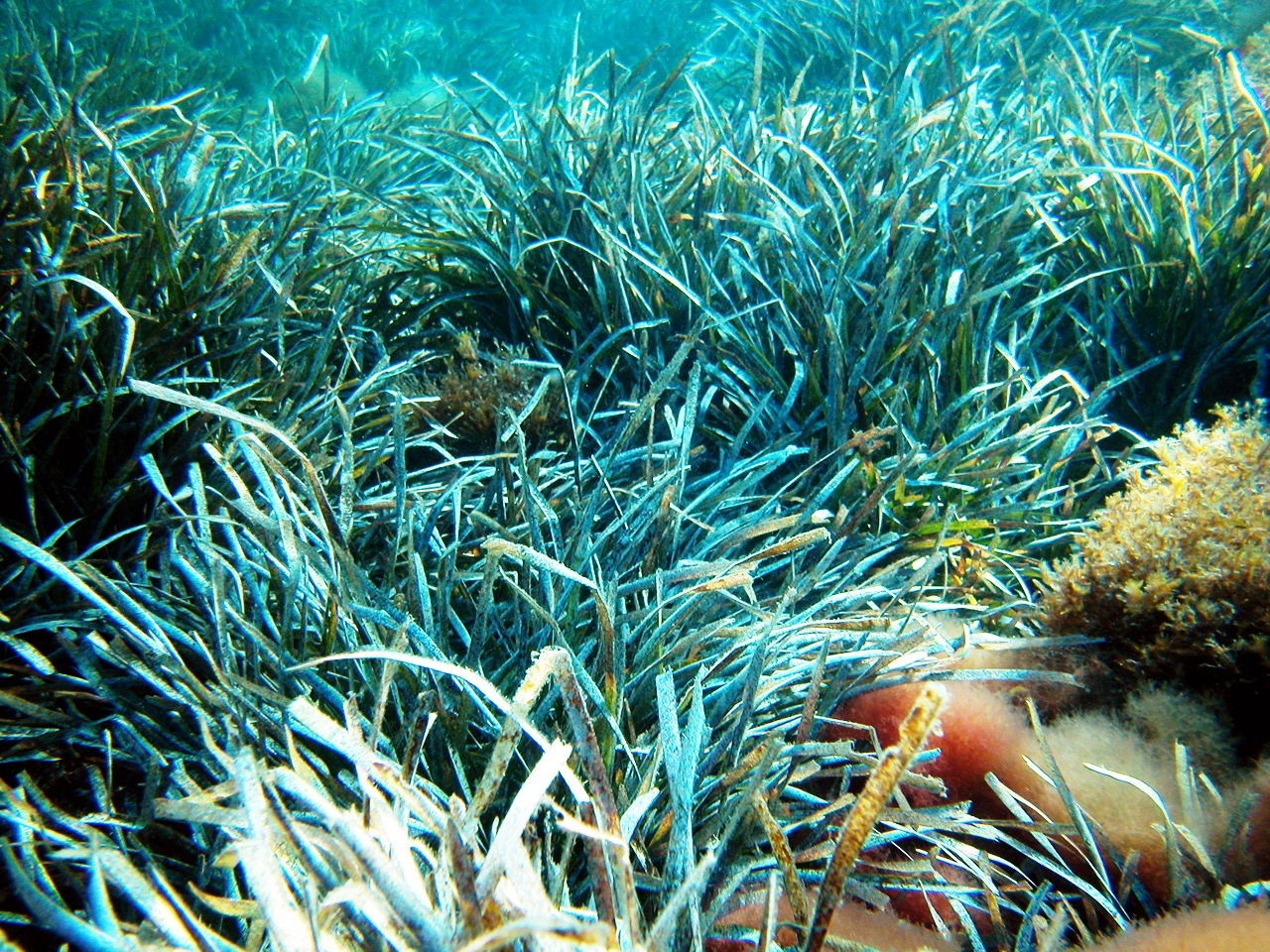
一大片草地，伴有一些海葵

這些特殊的海中開花植物之所以被稱為是「海草」，是由於它們的葉片又長又細，絕大部分是綠色的，而且植株群時常生長在廣大的「草地」上，看起來就像是一大片的草原：在其它的辭彙中，多數的水草種類從表面上看來類似陸生的禾本科草類。
由於這類植物必須行光合作用，它們的生長受限於浸沒的透光帶，且絕大多數存在於淺灘與隱匿海岸，固定生長在沙灘或是泥沙底部。當它們完成全部的水下生命週期時才會接受授粉。全世界的這類植物約有60種（儘管在分類學上仍是有爭議的），目前已知南中國海約有20種，香港約有3種，台灣（含澎湖、金門、馬祖、東沙）約有10種已紀錄到，實際種類可能會有所增加。
海草組成大規模的海床或是草地，可以是由單屬種（僅由一種構成）或多屬種（多於一種共存）任一組成。在溫帶，通常僅有1種或少數幾種具有優勢（像是在北大西洋的大葉藻），然而在熱帶的海床通常有更多的不同種類，菲律賓有超過13種紀錄。

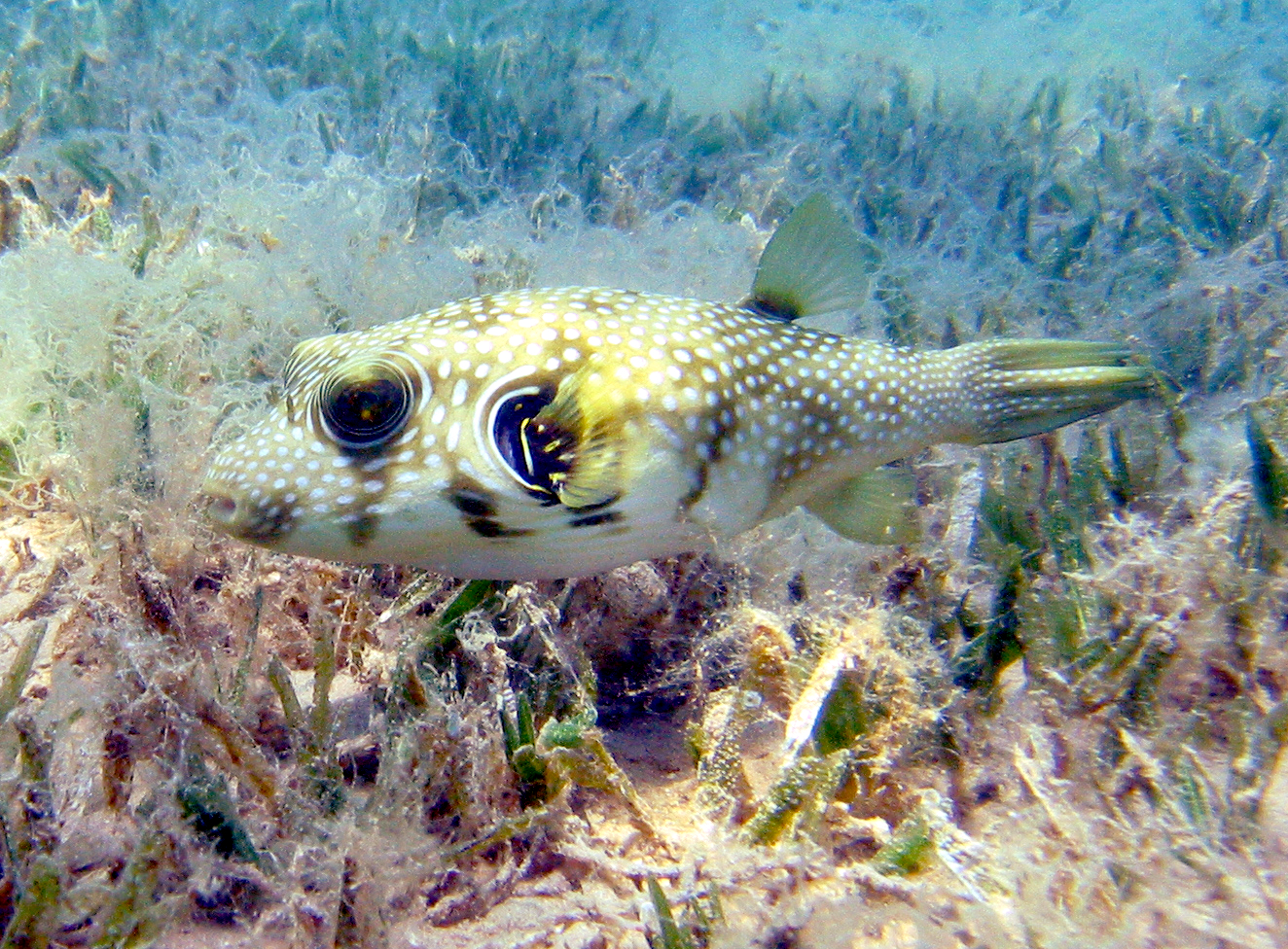
紋腹叉鼻魨通常可發現於海草區。

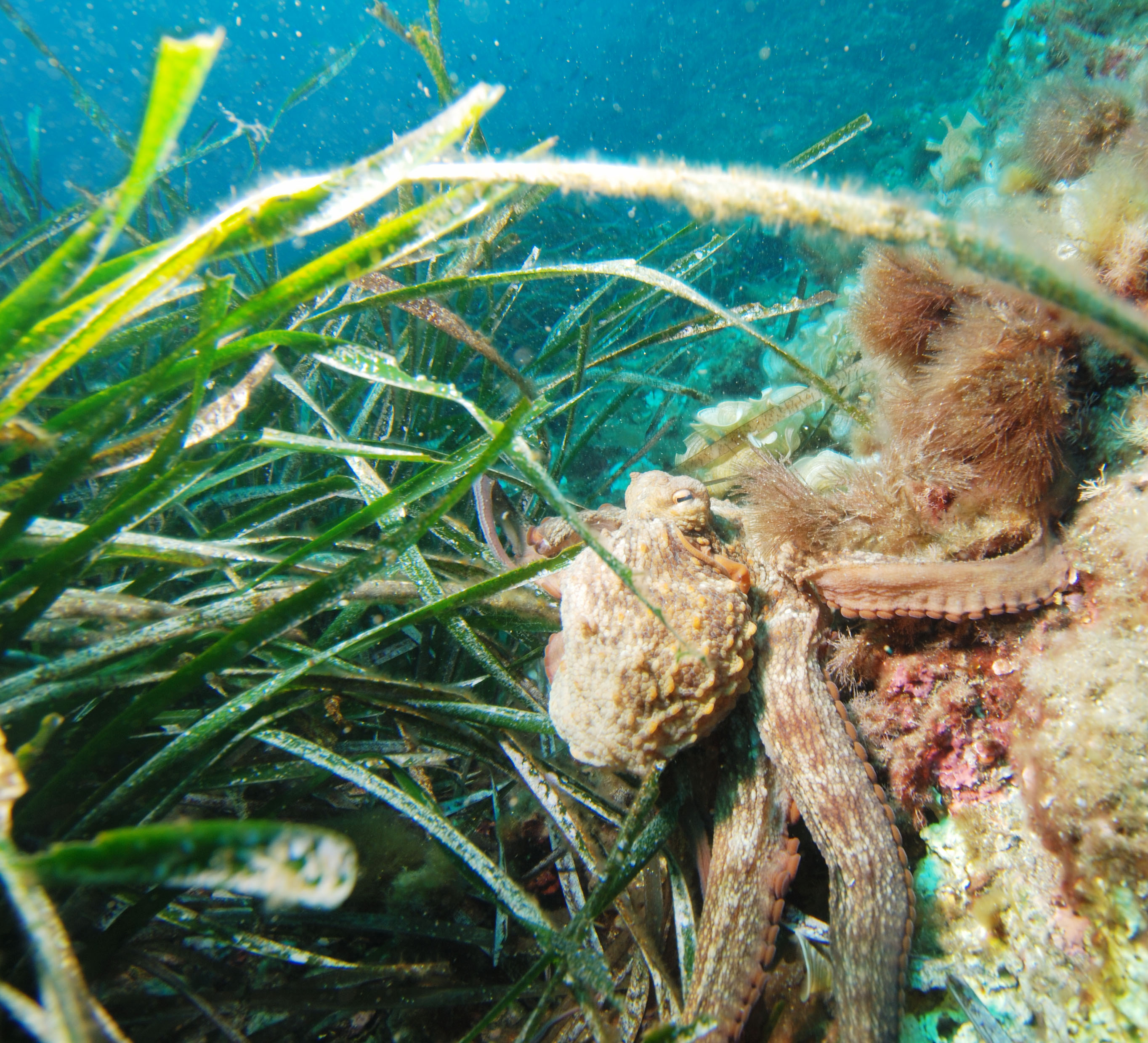
海草與章魚

海草床具有高度多樣性，而且是富有生產力的生態系統，並能提供躲藏處給來自所有分類門的數以百計的物種組合，比如年幼和成熟的魚、附著並自由營生的海藻與微細植物、軟體動物、剛毛蟲以及線蟲等。起初被認為是少數種類以海草葉為食（部分由於它們的營養含量不足），然而學術評論與實際使用的改進分類法顯示，在食物鏈中海草草食性是高度重要的一環鏈結，全世界有上百個物種皆以攝取海草為食，包括儒艮、海牛、魚、鵝、海龜、天鵝、海膽以及螃蟹。
海草有時候也被稱為「生態系統環境建設者」，因為它們某種程度上營造出特有的棲息地：長葉能使水流減速而增進沉澱，並且海草的根與地下莖可安定海床。它們對物種組合真正的重要性大概就是提供躲藏處了（透過它們在水體中三度空間的結構），而且初級生產有格外高度的比率仰賴它們。因此，海草供給沿岸帶一些「生態系統貨物」與「生態系統服務」，例如漁場、防浪湧、產生氧氣以及保護海岸來抵抗侵蝕作用。

## 用途
海草有被人為採集製成用於沙土的肥料，這在葡萄牙的Ria de Aveiro是重要的活動，植株的收集成品被稱為「moliço」。20世紀早期，海草曾為法國所用，並在海峽群島小規模的做成床墊（草褥）的形狀充填物，且在第一次世界大戰期間，由於法國部隊的緣故而有很高的供需。近年海草則是用於傢俱，以及如同藤莖一樣應用在紡織。

## 對海草的擾亂與威脅
自然的擾亂諸如放牧、風暴、鋸冰以及乾旱是海草生態系統動態中本身就有的一部分。海草顯示出格外高的表型可塑性層級，迅速適應環境改變的條件。然而，全球的海草數量卻正在下降，前次十年期間消逝了3萬平方公里。對此次下降的緣由便是人為的擾亂，最明顯的是優氧化、棲息地遭受機械毀壞以及過漁。過度輸入的營養物（氮與磷）對海草而言是直接的毒性，但是最重要的，這會刺激附著與自由漂浮的巨大和微小的海藻生長。這種結果造成減少陽光到達海草的葉片上，減少光合作用與初級生產。腐壞的海草葉與海藻激起藻華增殖，導致正向反饋。這種情形可能引發徹底的從海草過渡到海藻的相互消長。累積的證據也支持過度捕撈頂端的掠食者（廣泛的掠食魚類）可能間接增加海藻生長，藉由實行減低放牧控制中級草食者，諸如甲殼類與腹足類通過「營養瀑布」。以最多使用的方式進行保護與回復海草地，包括減低營養層級與污染，用達成保育，以及運用移植來復原族群。

## 海草的屬
- 波喜盪草科 Posidoniaceae
  - 波喜盪草屬 Posidonia

- 大葉藻科 Zosteraceae （甘藻科）
  - 大葉藻屬 Zostera （甘藻屬），異葉藻屬 已併入此屬中。
  - 蝦海藻屬 Phyllospadix

- 水鱉科 Hydrocharitaceae
  - 海菖蒲屬 Enhalus
  - 喜鹽草屬 Halophila
  - 泰來藻屬 Thalassia

- 絲粉藻科 Cymodoceaceae
  - 根枝草屬 Amphibolis
  - 絲粉藻屬 Cymodocea
  - 二藥藻屬 Halodule
  - 針葉藻屬 Syringodium
  - 全楔草屬（英语：Thalassodendron） Thalassodendron

## 伸延閱讀
- 莫顯蕎、李政諦、李忠潘. . 中央研究院植物研究所. 1993.第34章353節至356節
- 柳芝蓮、林繡美（方力行、李健全編輯）. . 行政院農業委員會. 1994.第377頁至391頁
- 楊遠波、劉和義、林讚標. . 行政院農業委員會. 2001  [2008-07-05]. ISBN 9570283610. （原始内容存档于2020-07-03）.第6頁、第8頁、第14頁至第15頁、第16頁
- 楊遠波（郭城孟編）. . 行政院農委會林務局. 2002.第38頁至第41頁
- 林幸助、謝莉顒、劉弼仁. . 中央研究院植物研究所. 2005.第163頁至第168頁
- 林春吉. . 綠世界出版. 2005. ISBN 9572972510.第50頁至第55頁
- 李松柏. . 晨星出版. 2005. ISBN 9574558665.第56頁至第59頁；第342頁、第344頁、第348頁、第370頁、第372頁
- 黃小平、黃良民等. . 廣東經濟出版. 2007. ISBN 9787807287742.
- den Hartog, C. 1970. The Sea-grasses of the World. Verhandl. der Koninklijke Nederlandse Akademie van Wetenschappen, Afd. Natuurkunde, No. 59(1).
- Hemminga, M.A. & Duarte, C. 2000. Seagrass Ecology. Cambridge University Press, Cambridge. 298 pp.
- Short, F.T. & Coles, R.G.(eds). 2001. Global Seagrass Research Methods. Elsevier Science, Amsterdam. 473 pp.
- Green, E.P. & Short, F.T.(eds). 2003. World Seagrass Atlas. UNEP World Conservation Monitoring Centre, UCP, Berkely. 286 pp.
- A.W.D. Larkum, R.J. Orth, and C.M. Duarte (eds). Seagrass Biology: A Treatise. CRC Press, Boca Raton, FL, in press.